# Melicope nukuhivensis
Melicope nukuhivensis är en vinruteväxtart som först beskrevs av F. Brown, och fick sitt nu gällande namn av T.G. Hartley & B.C. Stone. Melicope nukuhivensis ingår i släktet Melicope och familjen vinruteväxter. Inga underarter finns listade i Catalogue of Life.